# 茅岭镇
茅岭镇，是中华人民共和国广西壮族自治区防城港市防城区下辖的一个乡镇级行政单位。

## 行政区划
茅岭镇下辖以下地区：
茅岭村、大坝村、岽军村、美丽村、沙坳村、小陶村、东角村、大陶村和响水村。